# Impasse Reille
L'impasse Reille est une voie située dans le quartier du Parc-de-Montsouris du 14e arrondissement de Paris.

## Historique

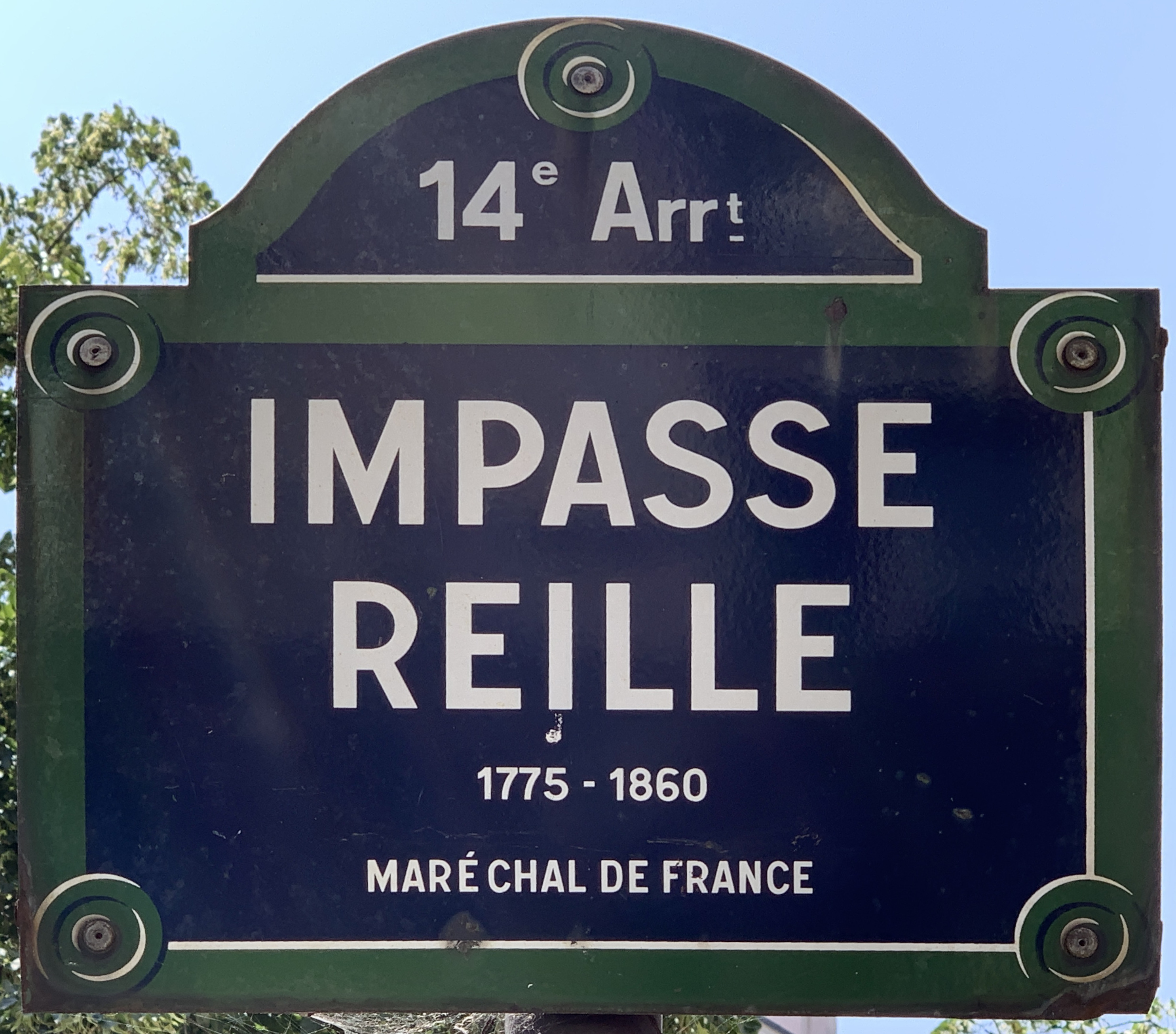
Plaque de l'impasse.

C'est une ancienne voie, ouverte au XIXe siècle, de l'ancienne commune de Gentilly alors appelée « impasse du Chemin-de-Fer », car située à proximité de la ligne de Sceaux.
Une partie de la voie a été absorbée par la gare aux marchandises en 1868.
Elle porte le nom du maréchal de France Honoré Charles Reille en raison de sa proximité avec l'avenue éponyme.
Elle prend sa dénomination actuelle par arrêté du 10 novembre 1873.
Depuis le percement de l'avenue de la Sibelle en 2000 à la suite de la destruction de l'ex-gare aux marchandises de la ligne de Sceaux, l'impasse Reille a un débouché piéton vers l'avenue mais reste en impasse pour les automobiles.

## Bâtiments remarquables et lieux de mémoire

### Le couvent
L'impasse Reille accueille un site emblématique : le couvent des sœurs Franciscaines Missionnaires de Marie du Village Reille. 
Ce site a été constitué à la fin du 19e siècle par la congrégation. Il s’agissait initialement d’un terrain clos, qui s’est transformé en ensemble immobilier avec la construction successive de plusieurs bâtiments remarquables au fur et à mesure du 20e siècle. On y trouve notamment la chapelle Sainte-Jeanne-d’Arc (premier permis de construire datant de 1912), le Couvent (PC de 1928) et l’extension au bâtiment conventuel (PC de 1958). On note aussi plusieurs bâtiments annexes implantés le long de l’impasse Reille, datant à la fois de la fin du 19e siècle et des années 60, ayant des fonctions diverses (logements, bureaux, foyers…).
En 2017, Les Sœurs Franciscaines ont souhaité vendre cet ensemble immobilier. Elles lancent un appel à opérateurs dans lequel elles expliquent qu’elles ne peuvent plus supporter les charges d’exploitation très coûteuses, et lancer d’importants investissements nécessaires à la conservation de ce patrimoine architectural et paysager. Elles fixent des objectifs ambitieux en vue d’une nouvelle évolution du Village Reille.

### Le Bâtiment Eugène HENARD, dit des "Quatre Vents"
Il représente la première construction, à usage d’école et logement, commandée par les sœurs, construite en 1896 par le célèbre architecte urbaniste Eugène HENARD (1849-1923) -Architecte de la Ville de Paris 
Reconnu comme bâtiment remarquable par la Commission du Vieux Paris, actuellement occupé par le foyer ACSJF, il disparaît dans le projet IN’LI par démolition

### L'Espace Vert Protégé
Un Espace Vert Protégé d'une superficie de 3 700 m² se situe sur le site de l'impasse Reille. 
Il est composé de pelouses, de massifs horticoles, d'alignements arborés et d'un Petit Bois.  
Le Petit Bois est un secteur boisé, séparé des autres zones plus passantes. Par sa topographie encaissée, il constitue une zone de quiétude pour les espèces présentes. Elle comprend une trentaine d'arbres, quelques arbustes et palmiers, des zones de pelouses et de larges allées en terre battue. 
Cette grande surface végétale continue et protégée constitue une zone de quiétude insolite en plein cœur de Paris. Elle y présente une large diversité d'essences d'arbres et permet la présence d'abris à insectes.

## Projet urbain
En 2018, In’li, filiale du groupe Action Logement, acteur institutionnel à vocation d’intérêt général et bailleur, est sélectionné par les sœurs Franciscaines Missionnaires de Marie pour devenir propriétaire du site. Un engagement est pris de réaliser un projet où In’li restera propriétaire et mettra en valeur le site à travers notamment :
- l'agrandissement et la requalification de l’Espace Vert Protégé pour ouvrir l'accès au public
- une réhabilitation du couvent et une conservation de la chapelle,
- un projet de logements en bois le long de l’impasse,
- une préservation de la vocation sociale du site en relogeant l'association ACSJF dans le couvent rénové,
- un travail de conservation et de protection du Petit Bois qui restera intact.

Aujourd'hui ces aménagements ne sont pas acceptés par les riverains qui ont créé une association de défense de ce lieu afin qu'il soit préservé.

### Les enjeux du site
Enjeu n°1 : Faire face au départ des Sœurs Franciscaines et à un site inoccupé
En proposant une nouvelle occupation qui pourra supporter les charges d’exploitation et les investissements d’ampleur qui s’imposent pour assurer la pérennité du site.
Enjeu n°2 : Mettre fin aux risques d’incendie et à l’enclavement du site
Permettre des travaux urgents et massifs de mise en sécurité incendie via des démolitions partielles validées par les pompiers de Paris, une mise en sécurité de la charpente du couvent, et faire supporter le tout à l’ensemble du projet.
Enjeu n°3 : Mettre en valeur et sauvegarder le Patrimoine Architectural
Le projet prévoit la réhabilitation complète du couvent et de son extension ainsi qu’une préservation et une mise en valeur de la chapelle depuis l’espace public.
Enjeu n°4 :  Améliorer l’encadrement pédagogique des jeunes du Foyer Comité Parisien - ACSJF
Grâce à un relogement de l’association dans le couvent réaménagé « sur mesure » avec de plus petites unités d’encadrement et une meilleure gestion des interactions avec le site.
Enjeu n°5 : Promouvoir la mixité dans ce nouveau projet urbain
En proposant 2 nouveaux immeubles en bois avec des logements de standing en accession (Emerige), du locatif libre, du locatif intermédiaire et du locatif social qui équilibrent les investissements sur le patrimoine architectural et les espaces verts.
Enjeu n°6 : Élargir l’Espace Vert Protégé (EVP) « pincé » entre le parking du Foyer et la voie devant la chapelle.
Faire passer l’EVP de 3800 m² à 4790 m² tout en élargissant la partie centrale. Compléter cet élargissement  par une amélioration qualitative en mettant fin aux ruptures physiques présentes sur le site pour développer une vraie continuité écologique à l’intérieur de l’EVP.
Enjeu n°7 : Supprimer plus de 3000 m² de bitume sur le site actuel, en grande partie dans l’EVP
Le projet évitera l’imperméabilisation des sols en supprimant toutes les voiries en bitume pour les remplacer par des cheminements poreux mais aussi de la pleine terre végétalisée.
Enjeu n°8 : Un manque d’espèces locales et une quasi absence de strate arbustive sur le site
Le projet prévoit la plantation de 25 nouveaux sujets d’arbres, ainsi que de nombreux arbustes, issus d’espèces locales. La végétation et la pleine terre seront développées sur les voiries existantes et jusqu’aux deux entrées du site.
Enjeu n°9 : Le Petit Bois une zone fragile dont il faut préserver la quiétude et la biodiversité
Sanctuariser le Petit Bois : en limitant fortement les accès au profit de la biodiversité, tout en requalifiant les abords pour l’observation de la Nature.
Enjeu n°10 : Lutter contre le phénomène d’îlots de chaleur urbains
En créant des zones humides notamment au niveau de l’actuel parking du foyer au profit du rafraichissement urbain et d’une meilleure infiltration des eaux de pluie
Enjeux n° : Passer d’un site énergivore à la sobriété énergétique 
Le projet intègrera 2 immeubles neufs exemplaires sur le plan de la performance énergétique et procédera à une amélioration de l’existant avec des changements de nombreux composants (fenêtres, chaufferies…).
Enjeux n° : La chapelle et le couvent ne sont pas visibles depuis l’espace public
Le désenclavement du site participera à la mise en valeur du patrimoine architectural. Il est pour cela nécessaire d’élargir l’accès du site de 4m à 12m pour permettre une percée visuelle vers la chapelle depuis l’impasse et de créer une ouverture sur la place Claudius Petit.
Enjeux n° : Créer des espaces partagés et participatifs et des usages mixtes
Introduire l’agriculture urbaine sur le site avec du compostage partagé, des potagers et un local partagé dédié à la permaculture et à la mémoire du site.
Enjeux n° : Mettre en place une gestion et un entretien écologique
Bénéficier de la certification ÉcoJardin et prévoir une planification écologique sur les 5 années à l’issue de la réalisation du projet, pilotée par un écologue et une paysagiste.
Enjeux n° : Un site privé mais dont il faudrait préserver l’accès public
Grâce à une gestion fine des principes d’accessibilité et des espaces tampons.

### Les propositions alternatives des habitants du quartier Parc-Montsouris pour le site du couvent des sœurs franciscaines
Les habitants de ce quartier du 14ème arrondissement, représentés par l’association Exemplarité14 et la Commission Reille du Conseil de Quartier Montsouris-Dareau, ont formulé dès 2019 pour le site du couvent des sœurs Franciscaines, des propositions alternatives à celui de IN’LI, filiale du groupe Action Logement.
Ce site, classé Espace Vert Protégé (EVP) dans le Plan local d’urbanisme (PLU) de Paris, est un îlot de verdure exceptionnel dans ce quartier d’habitation très dense. Il a aussi une grande valeur patrimoniale, tenant à sa chapelle de style néogothique et à son couvent, mais aussi à l’ancienne école de plusieurs étages construite en 1896 par le célèbre architecte-urbaniste Eugène Hénard (1849-1923). La Commission du Vieux Paris, dans sa séance du 19 décembre 2019, a préconisé la conservation de ce bâtiment comme représentatif de l’architecture scolaire du tournant du 20ème siècle. Dans son sillage, l’association Exemplarité14 a demandé à la DRAC Ile-de-France, le 2 mars 2020, la protection de l'Etat pour l’ensemble de ces bâtiments et leurs abords.
Sensibles aux arguments des associations locales, les autorités municipales ont rejeté un premier permis de construire dont la demande a été déposée par IN’LI le 11 octobre 2019.
La Ville de Paris, dans son arrêté du 26 octobre 2020, motivait le refus de ce permis en considérant notamment que « le projet porte atteinte à l’unité de l’Espace Vert Protégé […] et aux continuités écologiques [et ] que par son volume, son aspect (densité formant un écran massif), le projet est de nature à porter atteinte au caractère et à l’intérêt des lieux avoisinants, au site, aux paysages naturels et urbains ainsi qu’à la conservation des perspectives monumentales… »[i].
Pour sa part, la Maire du 14ème arrondissement, Mme Carine Petit, dans sa réponse à la sollicitation de la Commission Reille du Conseil de quartier Montsouris-Dareau au printemps 2020, écrivait : « Si je suis réélue Maire […] je travaillerai aux côtés des riverains pour faire en sorte qu’un projet respectueux de l’espace vert puisse voir le jour. Je réunirai les propriétaires du site dès le début de la mandature afin de leur proposer un changement radical du projet ou l’option du rachat de la parcelle par la Ville de Paris à la valeur actuelle du terrain et non celle espérée par le promoteur. »[ii]
Les habitants du quartier ne demandent pas autre chose. 
La vocation de ce site est, selon les habitants du quartier, tout autre que celle prévue dans le permis de construire déposé par IN’LI le 3 août 2021. À l’heure du réchauffement climatique et d’une pollution atmosphérique particulièrement éprouvants dans les grandes villes, la préservation et l’extension des espaces verts de la capitale est le vrai enjeu. Cela implique, pour cet îlot exceptionnel du 14ème arrondissement, l’extension et l’embellissement de son espace vert, la préservation de ses arbres et la plantation de nouveaux. Ce site doit devenir tout entier un espace public et participer à une continuité verte depuis le parc Montsouris et les jardins de la Cité Universitaire proche. C’est ainsi qu’il offrira un havre de paix et de respiration aux Parisiens et tout particulièrement  aux habitants des logements sociaux et intermédiaires très nombreux dans ce quartier à cheval sur les 13ème et 14ème arrondissements.
En outre, le projet des habitants prévoit :
- la restauration de la chapelle et la transformation du couvent en lieu d’accueil des jeunes de l’Action catholique des services pour la jeunesse     (ACSJF)
- mais aussi la réhabilitation de l’ancienne école bâtie en 1896. Cette réhabilitation en conservera la forme architecturale, selon les vœux de la Commission du Vieux Paris, tout en adaptant le bâtiment à l’accueil d’activités culturelles ou sociales ; elle conservera en même temps la rangée d’arbres donnant sur l’impasse – que le promoteur voue à l’arrachage.

Protéger et développer l’espace vert, poursuivre la vocation sociale du site selon le vœu des Sœurs Franciscaines : telle est l’aspiration des habitants pour cette parcelle exceptionnelle de l’impasse Reille.

### Des élus parisiens soutiennent les propositions des habitants
Nombreux sont les élus qui partagent cette aspiration des habitants. Les Écologistes en premier lieu. Par la voix d’Émile Meunier, élu EELV et président de la commission Urbanisme et Logement du Conseil de Paris, ils défendent les espaces verts protégés existants et proposent de renforcer leur protection dans le prochain PLU de Paris. Leur avis sur le permis de construire concernant le site de l’impasse Reille est défavorable.
Le groupe Républicains, Centristes et Indépendants du Conseil municipal de Paris, en la personne de Marie-Claire Carrère-Gée, a déposé en février 2022 au Conseil un vœu pour que la majorité municipale « s’engage fortement en faveur d’un projet alternatif » à celui consigné dans la demande de permis de construire déposée par IN’LI et présenté ci-dessus ; ce vœu engage également la Ville de Paris à « soutenir la demande de classement d’office du site adressée par les habitants au ministère de la culture ». De son côté, Habib Shoukry, élu du 13ème arrondissement pour l’Union de la droite et du Centre, a apporté son appui aux habitants qui s’opposent au permis de construire.  
L’équipe territoriale de EM ! Paris 14ème, et en particulier Patrick Grillot et la conseillère municipale et députée LRM de la 10ème circonscription, Anne-Christine Lang, soutiennent l’action des associations locales qui défendent l’espace vert protégé de l’impasse Reille.
Enfin, Emmanuel Grégoire, Premier adjoint de la Maire de Paris, et Carine Petit, Maire du 14ème arrondissement, d’abord favorables à la demande du permis de construire déposée le 3 août 2022, déclarent désormais leur intention de demander aux promoteurs de revoir le projet.
[i] Ville de Paris, Direction de l’Urbanisme, Service du Permis de Construire et du Paysage de la rue, Dossier PC 075 114 19 V0053 14 au 36 avenue Reille, 7 au 11 Impasse Reille, 75014 Paris, 26 octobre 2020.
[ii] Référence du document ???

## Situation et accès
L'impasse Reille est desservie à proximité par la ligne 3a du tramway d'Île-de-France.